# Vingst

Ausschnitt aus der Schenkungsurkunde, Vinhem wird in der 5. Zeile als 3. Wort erwähnt

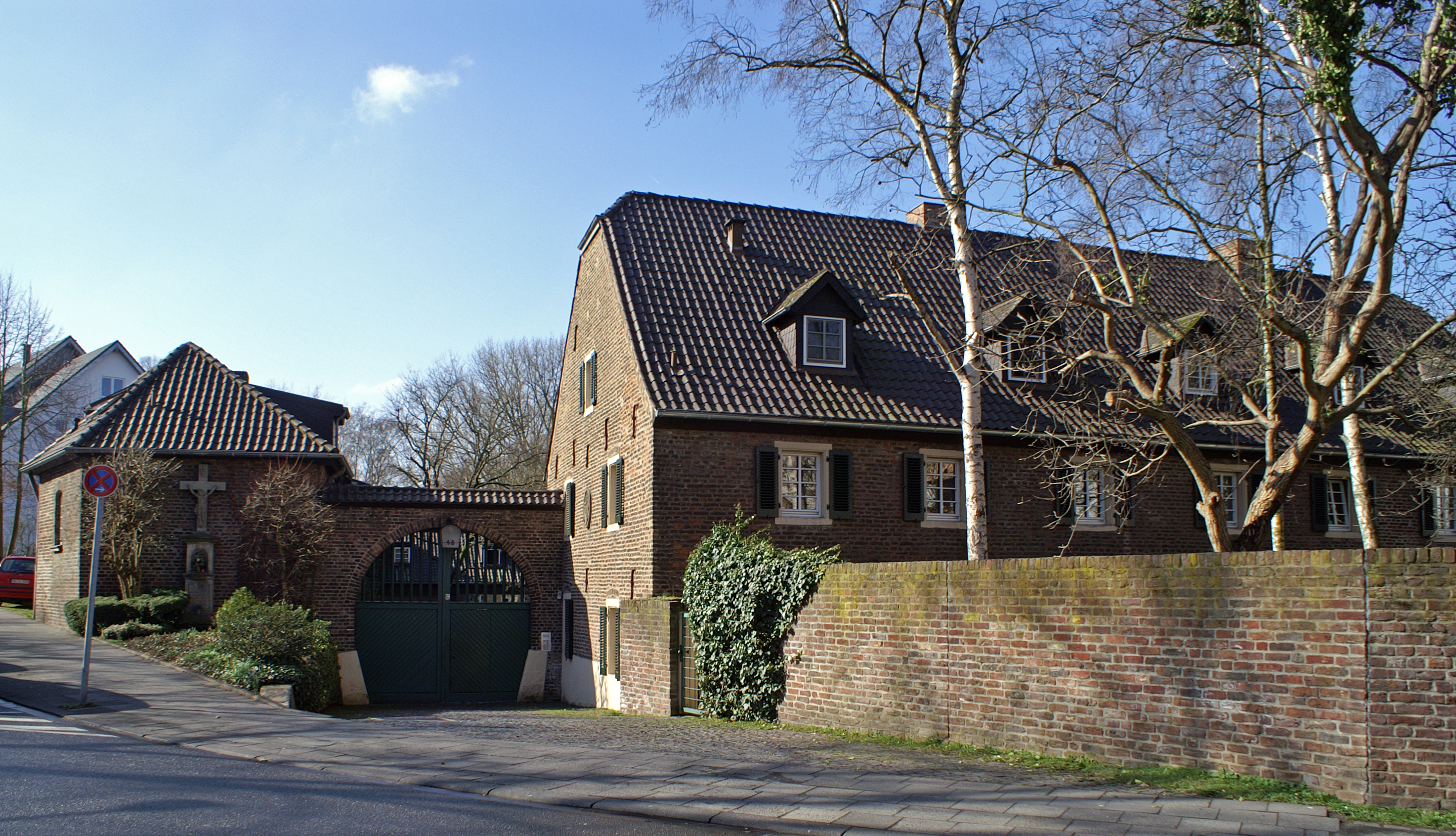
Vingster Hof mit Gemeindekreuz

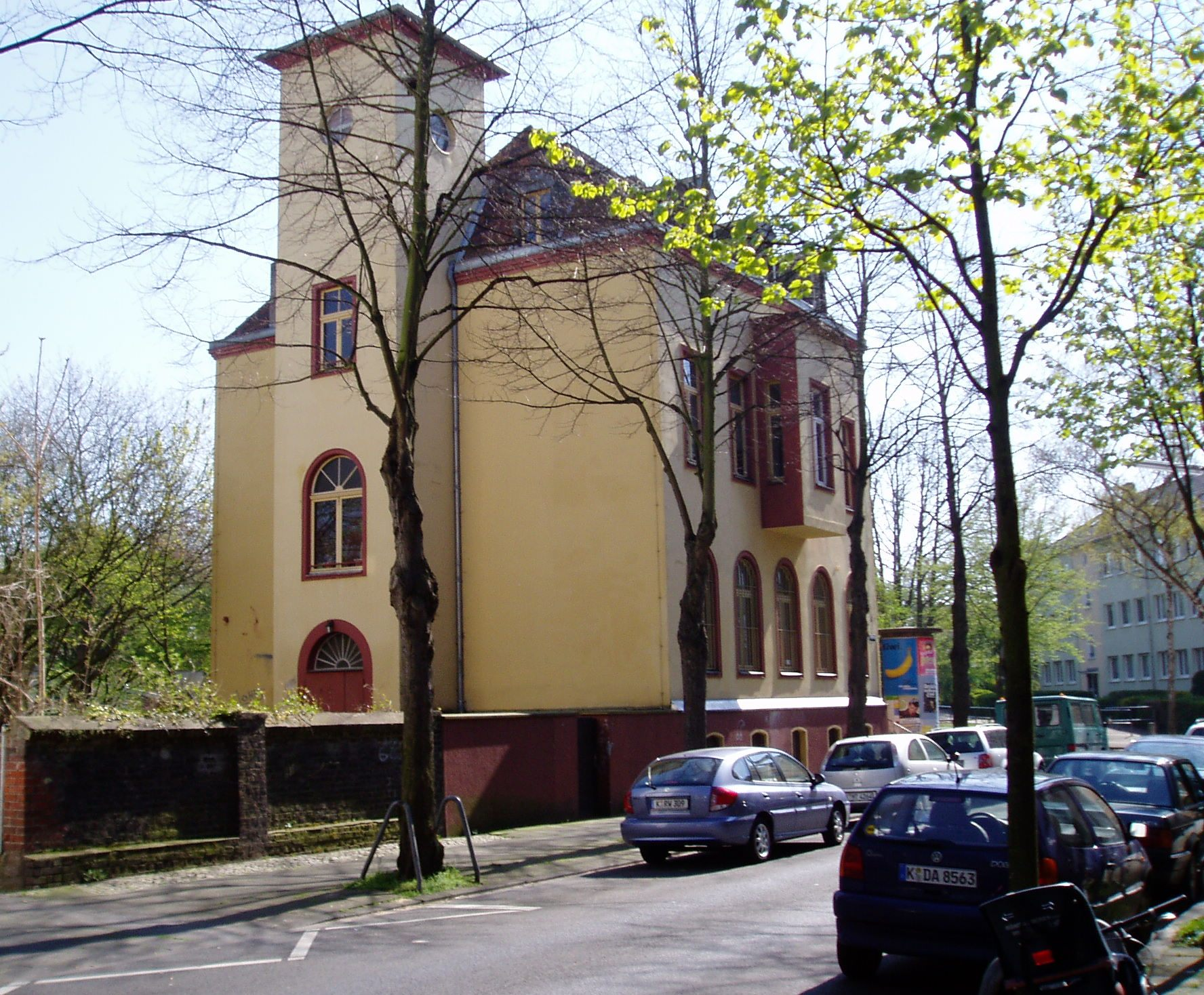
Ehemalige Bürgermeisterei Heßhofstraße

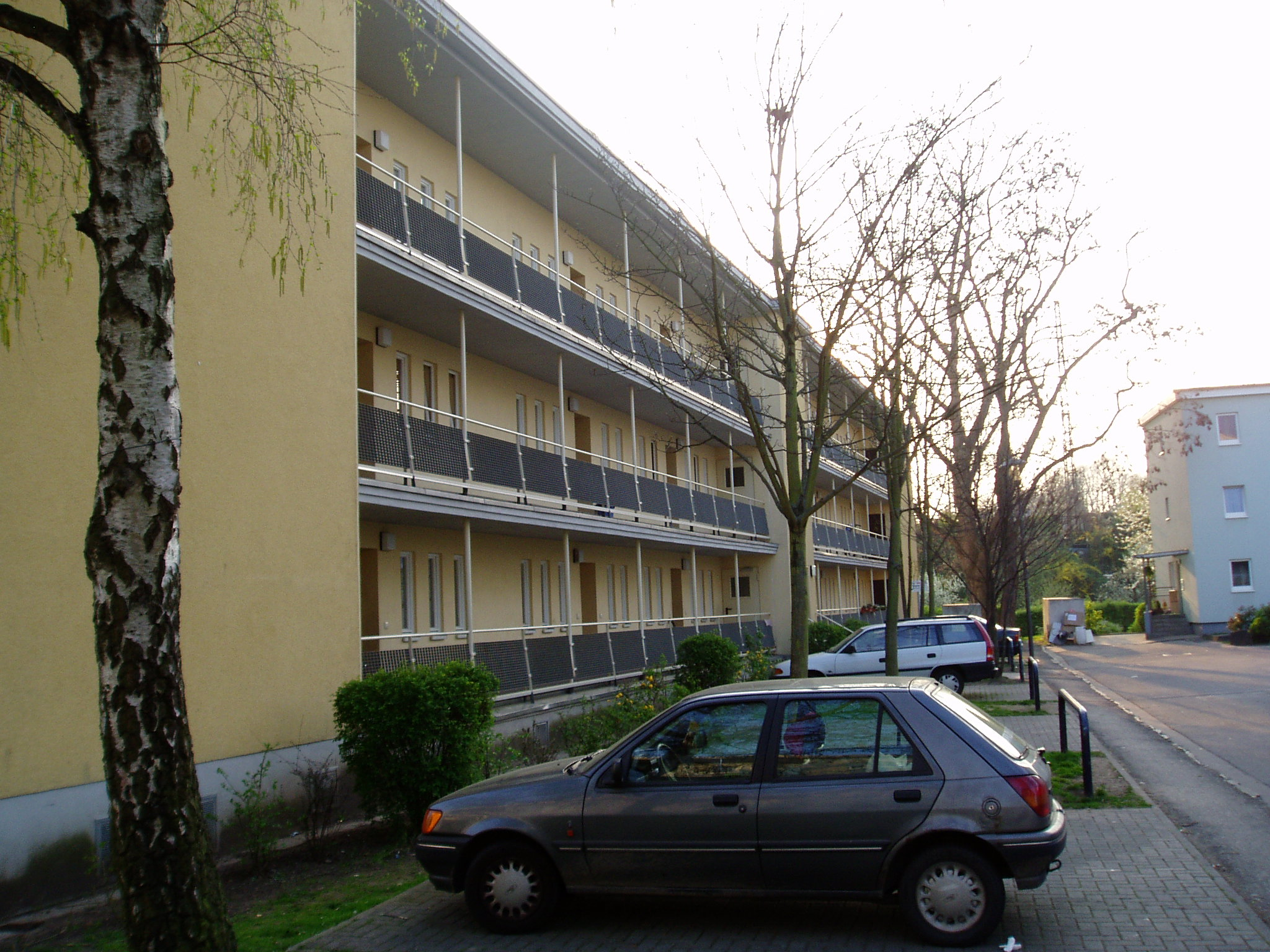
Baudenkmal „Laubengang“ Würzburger Straße

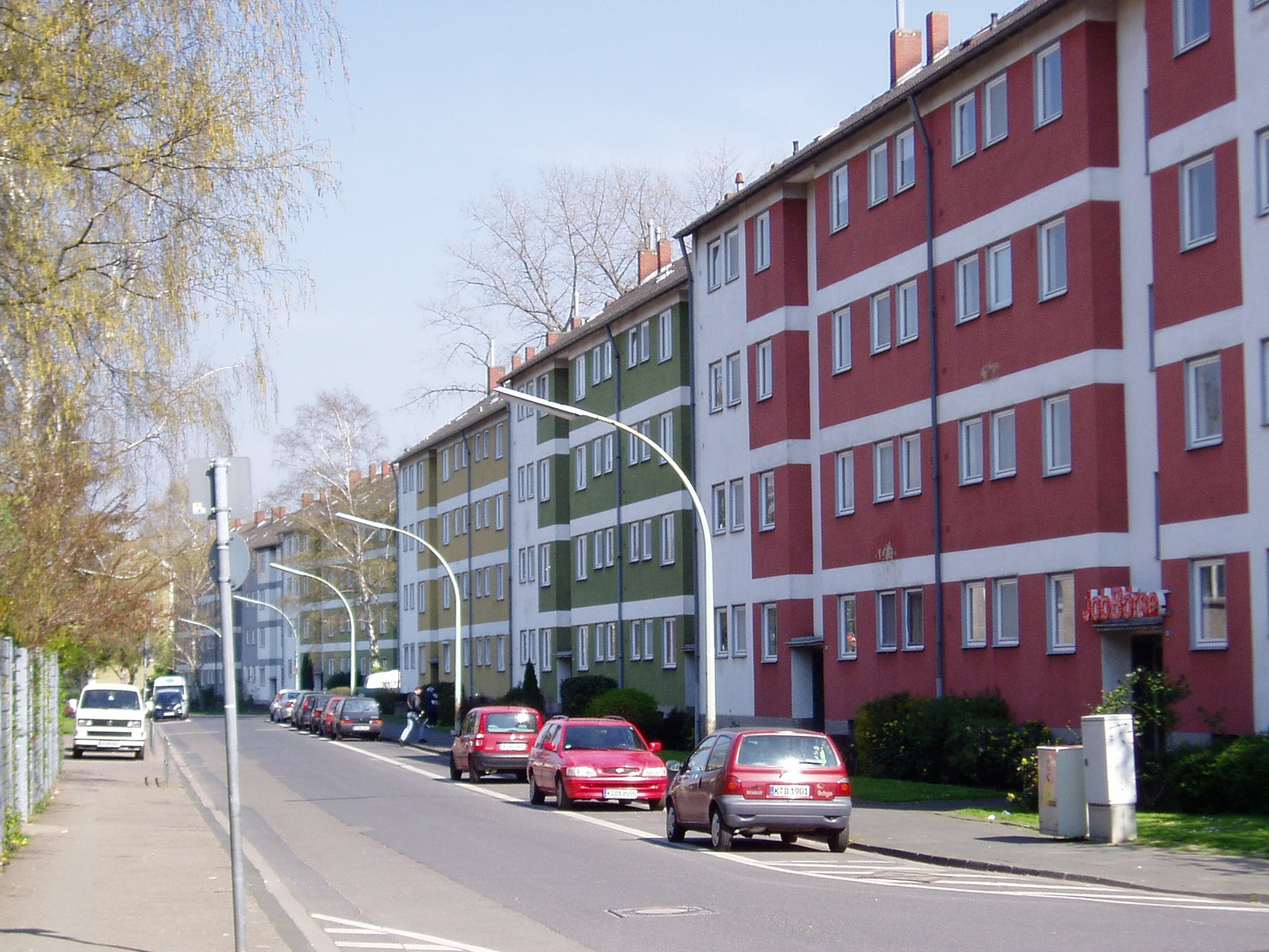
Wohnblocks vor der Sanierung, Lustheider Str.

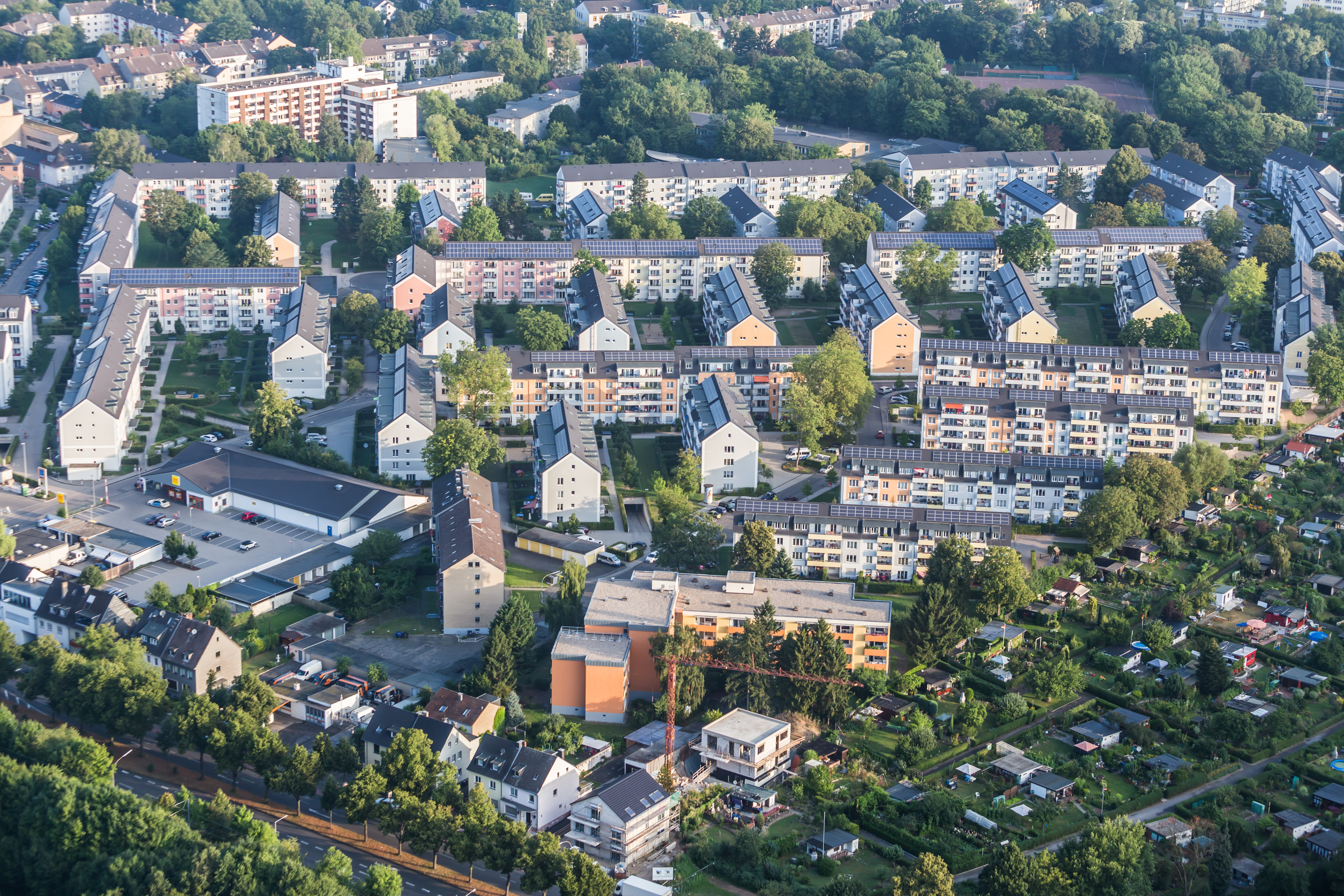
Die Siedlung Vingst I nach der Sanierung

Vingst ist ein östlicher Stadtteil von Köln im rechtsrheinischen Stadtbezirk Kalk.

## Geographie
Der Stadtteil liegt an einer heute trockenen Rinne im früher sumpfigen Gebiet der Niederterrasse des Rheins westlich eines eiszeitlichen Rheinarms. Der Boden des ehemals überwiegend bewaldeten Gebietes ist stark löß- und lehmhaltig, die durchschnittliche Höhe des größtenteils ebenen Ortsgebietes liegt bei 51 Meter über NN. Der geographisch höchste Punkt liegt mit etwa 57 Meter an der Straße Im Heidkamp, der niedrigste mit 45 Meter in der Kleingartenanlage am Vingster Ring.
Vingst grenzt im Osten und im Südosten mit dem Vingster Ring an den Stadtteil Ostheim, im Südwesten mit dem Bahndamm der Siegstrecke an den Stadtteil Humboldt/Gremberg und im Westen mit der Bahnstrecke Mülheim-Speldorf–Troisdorf an Kalk. Die Stadtteilgrenze im Norden zu Höhenberg verläuft ohne sichtbare bauliche Trennung.

## Geschichte
Vingst wurde erstmals in einer Schenkungsurkunde des Kölner Erzbischofs Heribert an die Abtei Deutz im Jahre 1003 als Vinhem erwähnt. Es gibt allerdings Hinweise, dass der Ort bereits in römischer Zeit besiedelt war, denn der Name Vinhem leitet sich vermutlich aus dem lateinischen Wort vinitor (Winzer) ab, auch führte eine römische Hauptstraße von Porz über Vingst nach Norden.
Lange Zeit war Vingst ein ländlicher Vorort, dessen Mittelpunkt der heutige Heßhofplatz war.
Es gab den Judenhof (besser bekannt als Heßhof), den Unkelshof, den Gremberger Hof sowie den vor 1180 erbauten, noch heute existierenden Vingster Hof, die allesamt zur Abtei Deutz gehörten, zeitweise aber verpachtet wurden.
Von 1900 bis 1910 bildete Vingst mit dem zur Gemeinde gehörenden Gremberg eine eigene Bürgermeisterei innerhalb des Landkreises Köln. Erster und einziger Bürgermeister war Aloys Kuth. Das Bürgermeisterhaus steht auch heute noch in der Heßhofstraße und wird als Jugendeinrichtung genutzt. Rund um den Ortskern entstanden in der Gründerzeit einige Wohnhäuser. Wegen der Nähe zur Industriestadt Kalk wohnten viele Arbeiter der dortigen Fabriken in Vingst, da eine direkte Bahnverbindung in den Nachbarort bestand.
Bedingt durch die großen Zerstörungen der Alliierten im Zweiten Weltkrieg in den Industriestandorten der benachbarten Stadtteile Kalk und Mülheim wurde nach dem Kriegsende dringend neuer Wohnraum benötigt. Da Vingst über große landwirtschaftlich genutzte Flächen verfügte, die zu Bauland umgewandelt wurden, konnten schon in den Jahren 1947 und 1948 eine große Zahl von Übergangswohnhäusern in Schlichtbauweise im Bereich der Würzburger Straße gebaut werden. Diese sollten nur für einige Jahre bis zur Errichtung von neuen Wohnhäusern bestehen, wurden aber später von Gastarbeitern und sozial schwächer gestellten Familien als Unterkünfte genutzt. Bis zum Jahre 1957 wurden der östliche und der südliche Teil des Ortes weiterhin von den Bauern Honecker und Hundgeburth als landwirtschaftliche Fläche genutzt. Da die städtische Wohnungsbaugesellschaft GAG zwei weitere Siedlungsprojekte geplant hatte, wurden die Bauern abgefunden.
Als erstes wurde die Schweden-Siedlung im Bereich der Nobelstraße erbaut. Im Volksmund nennt man diese wegen ihrer bunten Bemalung auch Papageiensiedlung. Nur unwesentlich später wurde die Siedlung Vingst zwischen Waldstraße und Kuthstraße gebaut. Alle Wohnsiedlungen waren Projekte des Sozialen Wohnungsbaus; die Wohnungen wurden vornehmlich nur mit Wohnberechtigungsscheinen der Stadt Köln vermietet. Somit entwickelte sich Vingst innerhalb weniger Jahre vom ländlichen zum Arbeitervorort. Später zu Zeiten der allgemeinen Rezession entwickelten sich manche Teile zum sozialen Brennpunkt.
In den 1960er-Jahren entstand im Südosten die Siedlung Marbergweg / Auf dem Kitzeberg, die von Reihen- und Doppelhäusern geprägt ist. Hier wurde 1965 das evangelische Gemeindezentrum Paul-Gerhardt-Haus nach Plänen der Architekten Schulze und Hesse gebaut. 2013 wurde das Gebäude profaniert und 2015–2017 zu einem Mehrfamilienhaus umgebaut.

## Bürgermeister Vingst
- 1880–1882 Bernhard Harling (kommissarischer Bürgermeister)
- 1882–1900 Aloys Thumb
- 1900–1910 Aloys Kuth

## Gegenwart

### Wirtschaft und Infrastruktur

#### Schulen
- GGS Lustheider Straße
- Heinzelmännchen-Schule
- Montessori-Grundschule
- Katharina-Henoth-Gesamtschule
- GHS Nürnberger Straße
- KGS Heßhofstraße

#### Geschäfte
Das Geschäftszentrum von Vingst befindet sich um den Bereich der Kreuzung Kuthstraße/ Ostheimer Straße. Hier befinden sich Restaurants und Geschäfte des täglichen Bedarfs.

#### Infrastruktur
Über den Vingster Ring sind die Autobahnen 4 und 559 zu erreichen. Der Kölner Hauptbahnhof liegt in 8 km, der Flughafen Köln/Bonn in 10 km Entfernung.
Vingst ist seit 1904 mit der Kölner Innenstadt durch eine Straßenbahnlinie verbunden. Anfangs war es die Vorortbahnlinie A nach Rath/Heumar und Königsforst, seit 1958 die Stadtbahn mit den Linien 8 und 9. Heute verbindet die Linie 9 über die U-Bahn-Station Vingst den Stadtteil nach Osten mit Ostheim, Heumar und Königsforst; nach Westen wird über Kalk, Deutz und den Neumarkt Sülz erreicht.

### Stadtteilsanierung
Ende der 1980er-Jahre wurde in Vingst mit einer großen Sanierungsmaßnahme begonnen. Zuerst wurden die Übergangshäuser an der Würzburger Straße kernsaniert und mit neuen Fassaden versehen. Ein Haus wurde äußerlich in seinen Ursprungszustand zurückversetzt und blieb als Baudenkmal erhalten. Anschließend folgte die Siedlung Vingst II, wobei festgestellt wurde, dass die Bausubstanz der zu sanierenden Häuser teilweise sehr schlecht war, so dass es sich als günstiger erwies, einen Großteil der Wohnblocks abzureißen und durch Neubauten zu ersetzen. Während der Umbauphase mussten die Mieter der Siedlung Vingst II in Ersatzwohnungen der Vingst I umziehen. Um genügend Ersatzquartiere zur Verfügung stellen zu können, hatte die GAG seit 1995 keine Leerstände an neue Mieter vermittelt. Nach Fertigstellung der Siedlung Vingst II, gestaltete sich das abschließende Sanierungsprojekt der Siedlung Vingst I für den Bauträger schwierig, da die gesamte Wohnbebauung als Gruppenbaudenkmal der 1960er-Jahre geschützt war. Nach einem langen Streit zwischen den Denkmalschützern und der GAG konnte erst nach einem Kompromiss im Jahre 2002 mit der Sanierung begonnen werden. Bei den Siedlungshäusern wurde der Denkmalschutz aufgehoben, somit konnten die Häuser im Bereich Nobelstraße und Kirkegaardstraße abgerissen und durch neue Häuser in ähnlichem Baustil ersetzt werden. Der andere Teil der Siedlung wurde saniert, wobei die GAG sich verpflichtete, die Optik der Wohnblocks zu erhalten. Die einzige optisch zulässige Änderung waren neue angehängte Balkone. Das Sanierungsprojekt wurde 2012 mit dem Bau des zentralen Neubaus Vingstveedel an der Ostheimer Straße abgeschlossen.
Verbunden mit der Modernisierung haben sich verschiedene Bürgerinitiativen zur Verschönerung des Stadtteils gebildet. Unter anderem besteht seit dem Jahre 2003 die Aktion Blühendes HöVi, von der alleine im Jahre 2007 über 45.000 Osterglocken in den Grünflächen der Orte Höhenberg und Vingst gepflanzt wurden.

## Bevölkerung

### Bevölkerungsentwicklung
| 1803 | 1825 | 1843 | 1882  | 1900  | 1910  | 1980   | 1990   | 2000   | 2005   | 2010   | 2013   | 2014   | 2015   |
| ---- | ---- | ---- | ----- | ----- | ----- | ------ | ------ | ------ | ------ | ------ | ------ | ------ | ------ |
| 223  | 275  | 403  | 1.740 | 3.300 | 6.000 | 13.626 | 12.697 | 11.187 | 10.766 | 12.284 | 12.825 | 13.019 | 13.093 |

Struktur der Bevölkerung von Köln-Vingst (2021):
- Durchschnittsalter der Bevölkerung: 40,4 Jahre (Kölner Durchschnitt: 42,3 Jahre)
- Ausländeranteil: 32,3 % (Kölner Durchschnitt: 19,3 %)
- Arbeitslosenquote: 17,6 % (Kölner Durchschnitt: 8,6 %)

Bedingt durch die umfangreichen Sanierungsmaßnahmen war die Bevölkerungszahl seit Mitte der 1990er-Jahre rückläufig. Nachdem viele Mietshäuser fertiggestellt waren, erhöhte sie sich wieder etwas. Von den 13.019 am 31. Dezember 2014 in Vingst gemeldeten Bürgern waren 6788 weiblich und 6231 männlich, 31 Bürger hatten Vingst als ihren Zweitwohnsitz angemeldet. Das Durchschnittsalter der Bevölkerung lag bei 39 Jahren. Der Anteil ausländischer Bürger stieg von 19,3 % im Jahre 1980 auf 30,7 % 2014 (Vergleich: ⌀ 17,7 % im Stadtgebiet Köln). Die Arbeitslosenquote lag bei 17,4 %, 26,8 % aller Vingster Privathaushalte waren Bedarfsgemeinschaften nach SGB II.

### Religionen
30,5 % der Vingster Bevölkerung sind katholisch, 10,7 % evangelisch. Die übrigen Menschen sind entweder konfessionslos oder gehören anderen Religionen und Weltanschauungen an.

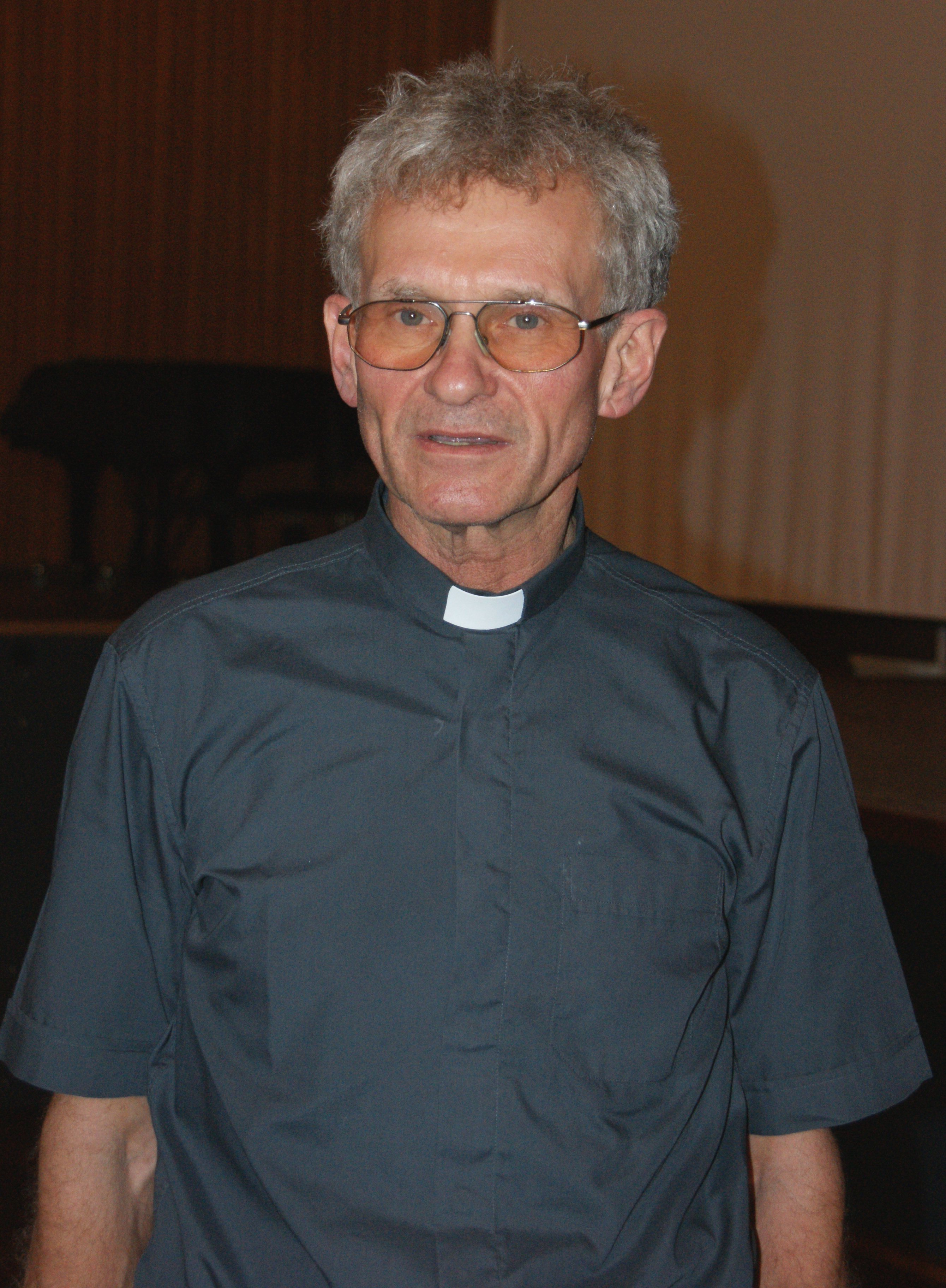
Franz Meurer, 2011

Die katholische Gemeinde St. Theodor mit ihrer Kirche St. Theodor in der Burgstraße wurde 2001 mit der Höhenberger Gemeinde St. Elisabeth zur Pfarrei St. Theodor und St. Elisabeth zusammengelegt. Pfarrer ist Franz Meurer. Der evangelischen Gemeinschaftsgemeinde Höhenberg/Vingst steht die Erlöserkirche an der Burgstraße zur Verfügung. Muslimen steht die Vingster Moschee des Verbands der Islamischen Kulturzentren zur Verfügung, die sich in den Räumlichkeiten eines Altbaus an der Ostheimer Straße 51 befindet.

## Politik
Kommunalpolitisch werden die Vingster Bürger durch die Bezirksvertretung Köln-Kalk vertreten.
Bei der Bezirksvertretungswahl am 25. Mai 2014 erhielt die SPD 42,9 %, die CDU 20,2 %, Grüne 9,1 %, pro Köln 4,6 %, Die Linke 8,4 % und die AfD 4 %. Die Wahlbeteiligung der 7647 Wahlberechtigten lag bei 29,78 %. Im gemeinsam mit dem Wahlkreis Humboldt/Gremberg II gebildeten Wahlbezirk 43 wurde die SPD mit 41,8 % stärkste Partei.
Bei der Ratswahl am 25. Mai 2014 erhielt die SPD 41 %, die CDU 19,8 %, Grüne 8,8 %, pro Köln 5,9 %, Die Linke 9,9 % und die AfD 5,3 %. Die Wahlbeteiligung der 7647 Wahlberechtigten lag bei 29,85 %. Im gemeinsam mit dem Wahlkreis Humboldt/Gremberg II gebildeten Wahlbezirk 43 wurde Susana dos Santos Herrmann von der SPD in den Rat der Stadt Köln gewählt.
Zur Bundestagswahl am 22. September 2013 erhielt die SPD 40,8 % der Zweitstimmen, die CDU 24,9 %, Grüne 8 %, Die Linke 11,8 %, FDP 3 % und die AfD 4 %. Martin Dörmann, der direkt in den Bundestag gewählte SPD-Kandidat des Kölner Wahlkreises 1, erhielt in Vingst 46,2 %. Die Wahlbeteiligung der 6673 Wahlberechtigten lag bei 51,9 %.
Bei der Landtagswahl am 13. Mai 2012 erhielt die SPD 47,1 % der Zweitstimmen, die CDU 15,2 %, Grüne 11,9 %, Piratenpartei 8,3 %, Die Linke 6,3 %, pro NRW 4 % und die FDP 3,6 %. Stephan Gatter, der direkt in den Landtag gewählte SPD-Kandidat des Landtagswahlkreises 18 Köln VI, erhielt in Vingst 51,3 %.

## Wohnverhältnisse und Bebauung
Im Flächennutzungsplan sind 71 % des 1,1 Quadratkilometer großen Stadtteilgebietes als Wohnbaufläche ausgewiesen, knapp 26 % als Grünfläche und 3 % als Gemeinbedarfsfläche, Gewerbefläche ist keine verzeichnet.
Die Größe der 6013 in Vingst vorhandenen Wohnungen, von denen 25,9 % öffentlich gefördert wurden, liegt bei durchschnittlich 64,8 Quadratmetern, die durchschnittliche Wohnfläche je Einwohner lag bei 29,9 Quadratmetern. Im Jahre 2014 wurden in der Statistik des Amtes für Stadtentwicklung 308 Ein- und Zweifamilienhäuser und 653 Mehrfamilienhäuser aufgeführt.
Der Südosten im Bereich des Marbergwegs ist durch Reihen- und Doppelhäuser in Privateigentum geprägt.

## Kirche

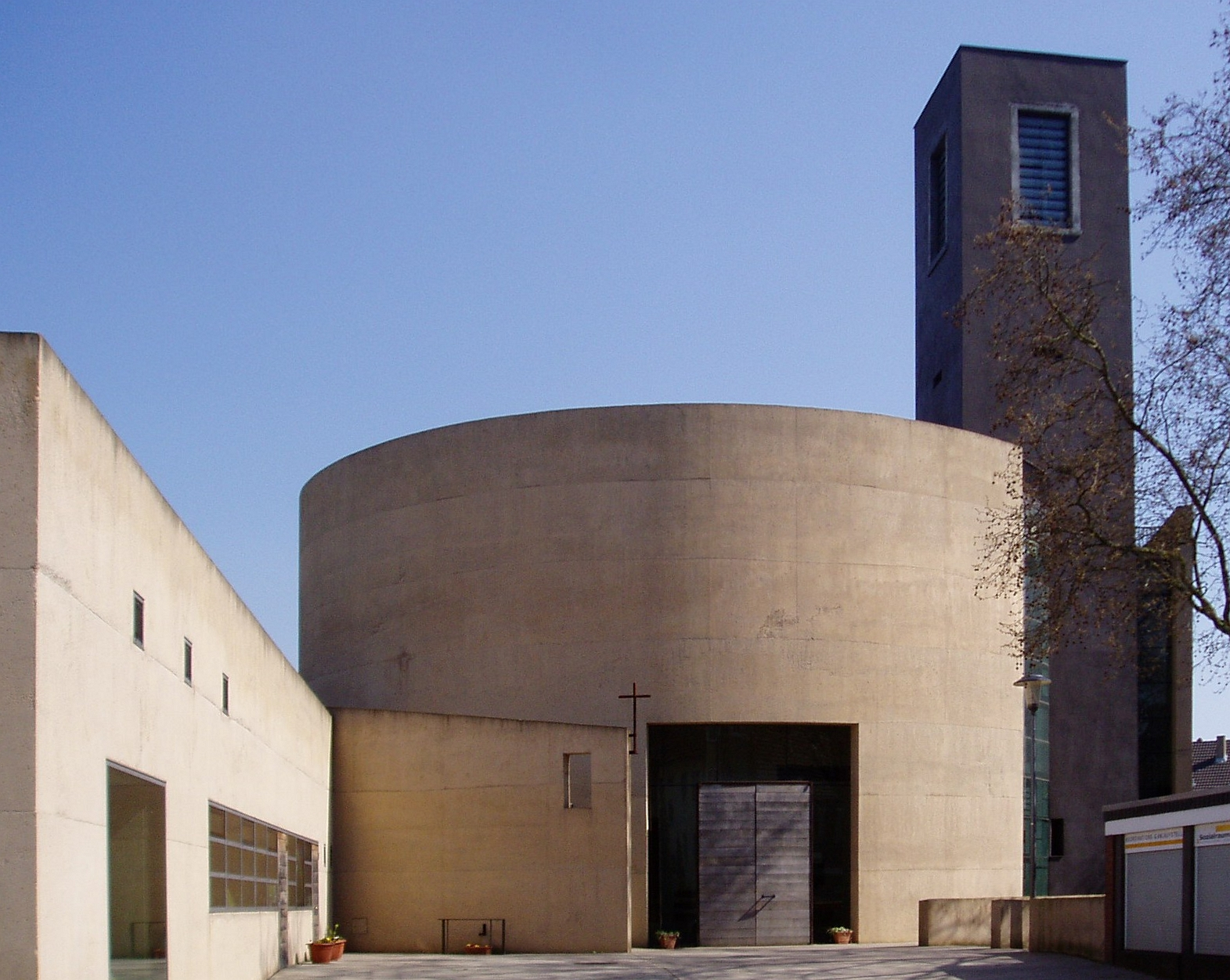
Katholische Pfarrkirche St. Theodor

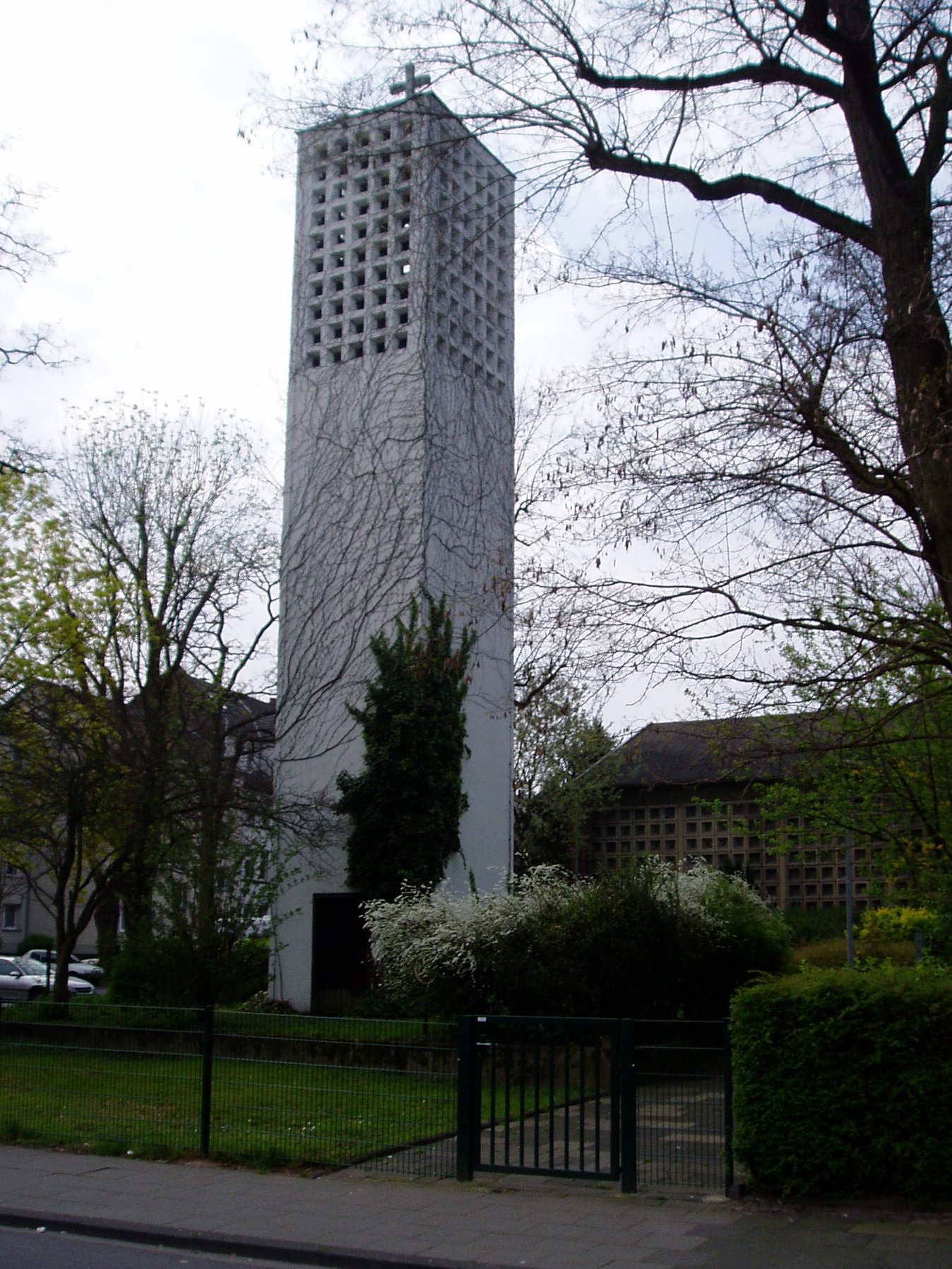
Ev. Erlöserkirche

Mit der Pfarrkirche St. Theodor verfügt die katholische Gemeinde Vingst über eines der modernsten Gotteshäuser im Stadtgebiet Köln. Bei einem Erdbeben am 13. April 1992 wurde die alte Kirche so schwer beschädigt, dass sie bis auf den Turm, der auf eigenen Fundamenten ruht, abgerissen werden musste. Die neue Kirche wurde nach Plänen des Architekten Paul Böhm errichtet und am 16. März 2002 geweiht.
Seit der Beschädigung der Kirche bildet die Pfarrei St. Theodor eine Gemeinschaftsgemeinde mit St. Elisabeth in Höhenberg, die von Pfarrer Franz Meurer geleitet wird.
Pfarrer Meurer führte aufgrund der schlechten sozialen Situation der Orte Vingst und Höhenberg ein vorbildliches soziales Netzwerk ein, das unter anderem eine Kleiderkammer und eine Lebensmittelausgabe für sozial Schwache sowie die zum größten Teil durch Spenden finanzierte Sommerferienfreizeit HöVi-Land trägt.
Ein bezeichnender Dialog, der den Menschen Meurer beschreibt, ist folgender:

Auf einem Symposium stellte der Leiter des Gesundheitsamtes Köln fest:
„Was nützt es, dass ein Pastor Frikadellen verteilt. Wir müssen die Probleme strukturell lösen.“ Meurer erwiderte kurz und knapp: „Das sei zwar gut und richtig, aber solche strukturellen Lösungen blieben doch seit Jahrzehnten aus. Und so lange brate ich lieber Frikadellen für alle.“
Auf Vorschlag der Gemeinde spendete er im März 2007 trotz Widerstandes des Erzbistums Köln die Kollekte einer Sonntagsmesse der DİTİB, um zur Ausstattung der neuen Zentralmoschee Köln in Ehrenfeld beizutragen.
In der Nachbarschaft findet man das große Seniorenwohnhaus An St. Theodor. Der Träger hat keine wirtschaftliche Verbindung zur Pfarrgemeinde.
Die evangelische Erlöserkirche der Gemeinde Vingst-Neubrück-Höhenberg wurde im Jahre 1957 erbaut und bietet Platz für 300 Personen. Während der Bauphase von St. Theodor genoss die katholische Gemeinde ein Gastrecht, so dass auch katholische Gottesdienste in der Erlöserkirche stattfanden. An die Kirche angeschlossen sind ein Kindergarten und das „Blockhaus“, eine Jugendeinrichtung.

## Sehenswürdigkeiten
- St. Theodor – Burgstraße 42
- Vingster Hof – Kuthstraße 48

## Freizeit/Vereine
Vingst wird im Süden und Osten von weitläufigen Grünflächen umgeben. Diese sind Teil der im ehemaligen Kölner Festungsring angelegten Grünanlage, die ganz Köln umgibt. Im Süden schließt sich das Gremberger Wäldchen an, im Osten die Grünanlage um das Fort X und das Zwischenwerk Xa, im Norden die Merheimer Heide.
Öffentliche Grünanlagen befinden sich außerdem am Josef-Boschbach-Weg, im Bereich der Oranienstraße und des Matthias-Kann-Pfades.
Am Vingster Ring, aber bereits auf Ostheimer Gebiet, befindet sich ein Natur-Freibad, auch bekannt als Vingster Baggerloch. Das Gewässer entstand zwischen 1928 und 1959 als hier Kies, Sand und Schotter abgebaut wurde. Aufgrund eines regen, wie auch seinerzeit noch regelwidrigen Interesses ortsansässiger Kinder hier zu baden, entschloss sich die Stadt Köln das Baggerloch zu einem sicheren Badesee auszubauen. Es wurden Flachwasserzonen für Nichtschwimmer angelegt und kleine Sandstrände gestaltet. Seit 1960 ist er so für die Öffentlichkeit zugänglich. Der See ist ca. 2,21 Hektar groß und besitzt einen Umfang von ca. 660 m.
Der traditionsreiche Kleingärtnerverein Köln-Vingst e. V. von 1923 betreut heute 280 Gärten mit 100.000 m² Gartenland.
Am Ende der Lustheider Straße, eigentlich bereits im Stadtteil Höhenberg, befindet sich das Vereinsgelände des SSV Vingst 05, der neben der traditionsreichen Fußballabteilung auch über eine Tennisabteilung verfügt. Die 1. Mannschaft spielt seit 2013 in der Kreisliga B.
Die traditionelle Vingster Kirmes findet jeweils am zweiten Oktoberwochenende statt. Am Karnevalssonntag zieht der durch die Vingster KG Fidele Vingster organisierte Karnevalszug durch die Vingster Straßen.
Seit 1994 findet nördlich des Vingster Freibads jährlich im Sommer das HöVi-Land statt, eine Ferienzeltstadt für Kinder, organisiert durch die katholischen und evangelischen Kirchengemeinden Höhenberg und Vingst. Nach ihr ist der HöVi-Land-Weg benannt.

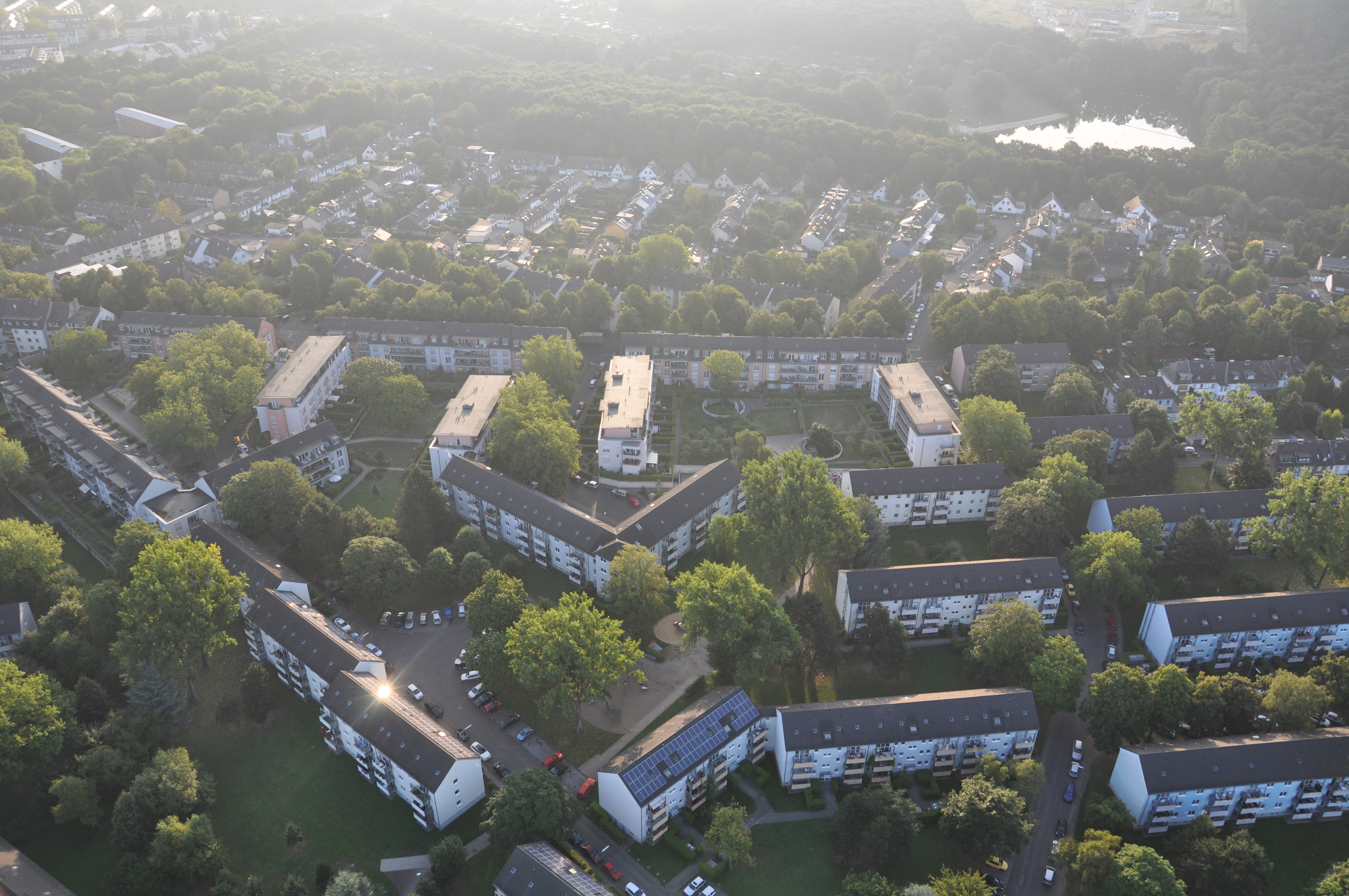
Kuthstraße in Köln-Vingst. Am oberen Bildrand die Einfamilienhaussiedlung am Marbergweg und das Städtische Naturfreibad Vingst

## Persönlichkeiten
- Thomas Hackenberg, deutscher Schauspieler, Moderator und Autor, ist in Vingst aufgewachsen und hat im Bürgerzentrum Vingst seinen Zivildienst abgeleistet.[18]
- Burak Kaplan, Fußballprofi, derzeit Spieler des FC Kray, wohnt seit seiner Geburt in Vingst.
- Ilona Klimek, deutsche Künstlerin, Fotografin und Sachbuchautorin.
- Manfred Lefkes, ehemaliger Fußballprofi des 1. FC Köln, ist in Vingst aufgewachsen und zur Schule gegangen.
- Jack White, Musikproduzent, ist in Vingst aufgewachsen und zur Schule gegangen.